# Lista de jornais e revistas da Rússia
Esta é uma lista de jornais e revistas publicados na Rússia.

## G
- Gazeta

## I
- Izvestia

## K
- Kommersant
- Komsomolskaya Pravda
- Krasnaya Zvezda

## M
- Moscow News
- Moscow Times
- Moskovskiy Komsomolets
- Moskovskiye Novosti

## N
- Nezavisimaya Gazeta
- Novaya Gazeta
- Novoye Vremya
- Novye Izvestia

## P
- Pravda

## R
- Rossiyskaya Gazeta
- Russkii Kurier

## T
- Tribuna
- Trud

## V
- Vremya
- Vremya Novostei